# 猎户座 (歌曲)
“猎户座”是一首美国鞭笞金属乐队金属乐队创作的歌曲，是第三张专辑“玩偶的主人”收录的第七首歌，也是该专辑唯一
一首器乐演奏的歌曲。本曲的特别之处在于贝斯手克里夫·伯顿尝试的“主音贝司”，即贝司除了保留作为节奏与和声的角色，还承担凸显及旋律的角色。本曲包含两段贝司独奏，常被误认为是吉他独奏。
由于该曲迷幻效果的过渡乐节，该曲以星座“猎户座”命名。在伯顿的葬礼上由扬声器播放了该曲。

## 结构
相比乐队之前的作品，该曲更为进步。
该曲包括三大结构：开篇重金属、间奏迷幻效果、以及尾篇重金属再现。该曲的特征为以下几段独奏：
- 克里夫·伯顿的贝司独奏(1:42 - 2:12)
- 柯克·哈米特的吉他独奏(2:57 - 3:44)
- 伯顿的贝司独奏之后，柯克·哈米特和詹姆斯·海特菲尔德的双吉他和声(4:17 - 6:17)
- 哈米特的吉他独奏(6:17 - 6:35)
- 伯顿第二段贝司独奏(6:35 - 6:54)
- 哈米特第二段吉他独奏 (7:02 - 7:32)